# تولای
تولای (به آلمانی: Tholey) یک شهر در آلمان است که در سانکت وندل واقع شده‌است. تولای ۱۳٬۰۷۶ نفر جمعیت دارد.

## خواهرخوانده
شهر Saint-Benoît-sur-Loire خواهرخواندهٔ تولای هست.